# Paul Pétard
Paul Pétard, auch Paul-Henri Pétard, (* 7. Mai 1912 in Genouilly, Saône-et-Loire; † 4. Februar 1980 im Krankenhaus Cochin in Boulogne-Billancourt) war ein französischer Botaniker, Ethnobotaniker und Pharmakologe, der für die Erforschung der Flora Polynesiens insbesondere in ihrer Rolle als Heil- und Giftpflanzen bekannt ist.
Pétard war am Hospital in Bordeaux und erhielt sein Lizenziat an der Ecole d´Application du Service du Santé in Marseille. Pétard war 1937 bis 1945 Pharmazeut am Hospital in Papeete in Französisch-Polynesien (als Pharmazie-Offizier (Leutnant) der Kolonialtruppen) und unternahm danach viele Reisen nach Polynesien. Er beschrieb rund 220 polynesische Pflanzen in Bezug auf Geschichte und Pharmazie, wozu er auch die Ureinwohner befragte.
Er wurde 1960 in Marseille promoviert und lehrte dort am Institut für Tropenmedizin.

## Schriften
- Quelques plantes utiles de la Polynésie Française Ptèridophytes et Monocotylédones, Société des Océanistes, Musée de l’homme, Paris 1961 (aus seiner Dissertation)
- Raau Tahiti : the use of Polynesian medicinal plants in Tahitian medicine, Noumea, Neu-Kaledonien: South Pacific Commission, 1972 (englische Übersetzung der französischen Ausgabe beim gleichen Verlag 1972)
- Raau Tahiti : plantes médicinales polynésiennes et remèdes tahitiens, Saint Denis, La Réunion: Imp. Cazal , 1974
- Plantes utiles de Polynésie et raau Tahiti, Tahiti: Haere Po 1986, 2007
- Les plantes ichtyotoxiques polynésiennes, Revue de médecine tropicale, Marseille, Nr. 3, 1951, S. 498–511